# 包莖
包莖（英語：phimosis）是指包皮口狭窄或包皮与阴茎头粘连，包皮不能上翻显露阴茎头。另一种类似但须鉴别的是包皮过长，指阴茎在非勃起状态下包皮覆盖整个阴茎头和尿道口，但仍能上翻显露阴茎头。
包莖患者在排尿時，可能會出現包皮下似氣球般的腫脹。在青少年和成人時，可能在勃起時會疼痛，但在其他時候不會疼痛。受影響的人有較大的龜頭炎症風險，即龜頭炎，和其他併發症。
兒童的包皮無法退到龜頭後方是正常的。超過90%的病例在7歲時便可以將包皮退到龜頭後方，在16歲時則是99%，有時包莖可能是由潛在病症所引起，例如由於龜頭炎或乾燥性閉塞性龜頭炎引起的瘢痕形成，這通常可以通過觀察包皮開口的疤痕來診斷。
通常情況下，若沒有治療，此情形在三歲時就會消失，不建議年幼男性努力嘗試將包皮退到龜頭後面。對於病情沒有進一步改善的人，可以給予時間或使用類固醇乳膏來試圖鬆弛緊繃的皮膚，如果這種方法配合包皮伸展運動仍是無效，那麼可以試試其他治療方法，如包皮環切術。包莖的一個潛在併發症是嵌顿包茎，緊繃的包皮被困在龜頭後面。包莖的英文源自希臘語 φίμωσις（phimōsis），意思是“戴笼嘴、套口络”（muzzling）。

## 症狀
因龜頭包住無法清洗，排尿後可能殘留尿液而有異味，或累積脫落的表皮細胞而成為白色塊狀的包皮垢。開口過小者，排尿困難且包皮鼓起如汽球狀，尿柱有如花灑一般四散。許多人反覆包皮炎或泌尿道感染是和包莖有關；也曾有學者主張包莖可能增加性伴侶罹患子宮頸癌的機率，但缺乏足夠的實證。

### 包莖與包皮嵌頓
病態性包莖是指包皮開口過緊，無法翻出龜頭或翻出時會痛。瑞克伍（Rickwood）提倡「包莖」專指包皮結痂、失去彈性的狀態，但其實此種狀態有另一個名稱硬化性包皮炎。
包皮嵌頓是一種緊急狀態，勉強翻開太緊的包皮，結果陷在龜頭後方蓋不回來，龜頭的血流受阻而產生嚴重的腫脹與疼痛。有時候男童的照護者太用力翻開包皮，就可能造成嵌頓。這種情況需儘快處理，有些可由醫師徒手復歸，有時必須手術處理，常用的方法是背面縱切法（dorsal slitting）。

### 早泄
儿童和少年时期，龟头大部或全部藏在阴茎包皮裡面。随着性器官的发育，龟头便逐渐从裡面露出来，因为龟头是神经末梢分布比较丰富、对外界刺激比较敏感的地区，敏感的龟头由于受衣物等的摩擦刺激，敏感性逐渐降低，对外界刺激的反应阈值也就增高。日后在性交时，不容易过度敏感，不易发生早泄。如果是假性包茎的话，平常就应注意要让龟头露出来。如果长大仍为包茎，只要稍有性器官的接触，龟头表面所受的刺激就十分敏感，容易导致很快射精而发生早泄。另外，包茎或包皮过长在性交时容易形成阴茎嵌顿，造成局部缺血坏死和感染。因此，及早进行阴茎包皮环切术，也是防治早泄的方法之一。

## 普遍性
絕大多數的男嬰出生時是呈現包莖狀態，但沒有症狀不需治療。若排尿困難或反覆感染則為病理包莖，需由醫師診治。新生兒包莖的比率較高，但隨著年齡增加而下降。日本有一份研究指出，正常男童出生時97%為包莖，而其中超過60%在14－15歲時會自然鬆開，不需特別的處理。美國兒科醫學會對此沒有確切的數據，Fergusson等報告未割包皮的男性約16%包莖，而Herzog和Alvarez的數據則是2.6%，都比新生兒比率低。

## 治療
二十世紀以前，主要治療方法為包皮環切術（circumcision）或包皮背切術（dorsal slit），俗稱割包皮，此種手術的歷史已有數千年。現代進行包皮環切術大多以局部麻醉進行，切除多餘且包住龜頭的包皮，再以羊腸線縫合傷口。於1990年代開始有越來越多醫師以外用藥治療包莖，除非緊急狀況或藥物治療無效，以及患者自身對外觀的要求，才考慮包皮環切術。

## 外部連結
- Our son is not circumcised. When will his foreskin retract? （页面存档备份，存于） 美国儿科学会